# Dynamiczna psychologia społeczna
Dynamiczna psychologia społeczna – stosunkowo nowy paradygmat badawczy w obrębie psychologii społecznej stosujący metodologię układów złożonych w badaniu systemów społecznych oraz komputerowe modele przemian/interakcji społecznych (np. można tu zaliczyć komputerową symulację tłumu w sytuacji niebezpiecznego uproszczenia i synchronizowania/rezonowania zachowań w panice).
Jednym z jej twórców wraz z R. R. Vallacherem i najważniejszym polskim przedstawicielem jest prof.  Andrzej Nowak.